# Apostolska nunciatura v Združenih državah Amerike
Apostolska nunciatura v Združenih državah Amerike je diplomatsko prestavništvo (veleposlaništvo) Svetega sedeža v Združenih državah Amerike, ki ima sedež v Washingtonu; ustanovljena je bila 10. januarja 1984.
Trenutno (avgust 2011) je mesto nezasedeno.

## Seznam apostolskih nuncijev
- Francesco Satolli (14. januar 1893–1896)
- Sebastiano Martinelli (18. april 1896–1902)
- Diomede Angelo Raffaele Gennaro Falconio (30. september 1902–1911)
- Giovanni Vincenzo Bonzano (2. februar 1912–1922)
- Pietro Fumasoni Biondi (14. december 1922–16. marec 1933)
- Amleto Giovanni Cicognani (17. marec 1933–14. november 1959)
- Egidio Vagnozzi (16. december 1958–13. januar 1968)
- Luigi Raimondi (30. junij 1967–21. marec 1973)
- Jean Jadot (23. maj 1973–27. junij 1980)
- Pio Laghi (10. december 1980–6. april 1990)
- Agostino Cacciavillan (13. junij 1990–5. november 1998)
- Gabriel Montalvo Higuera (7. december 1998–17. december 2005)
- Pietro Sambi (17. december 2005–27. julij 2011)